# Hylaeora sphinx
Hylaeora sphinx är en fjärilsart som beskrevs av Felder 1874. Hylaeora sphinx ingår i släktet Hylaeora och familjen tandspinnare. Inga underarter finns listade i Catalogue of Life.

## Bildgalleri

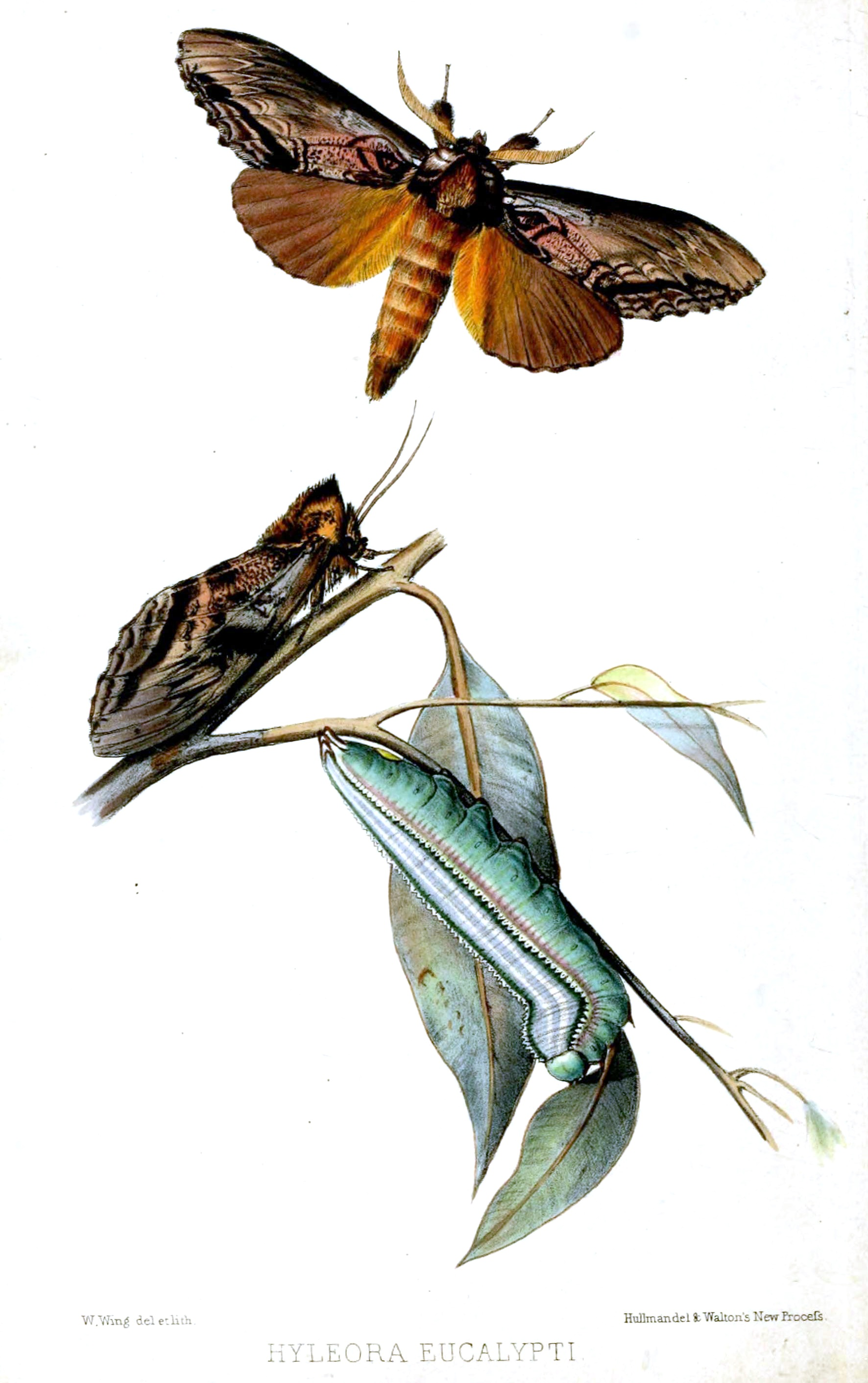